# Sarah Farias Ao Vivo
Sarah Farias Ao Vivo é o nono álbum da cantora gospel Sarah Farias. Lançado pela MK Music nos estúdios da 93 FM reúne grandes sucessos da cantora, além de regravações de músicas conhecidas de artistas como Kleber Lucas e Cristina Mel.

## Faixas
- 1- Coisas maiores
- 2- De joelhos
- 3- Renovo
- 4- Só quem tem raiz
- 5- Movimenta as águas
- 6- É tempo
- 7- Meu barquinho
- 8- Tua fidelidade
- 9- O rosto de Cristo
- 10- Nunca mais
- 11- Sobrevivi
- 12- Deixa eu te usar [1]

O álbum, em setembro de 2021, foi indicado ao Grammy Latino. 